# 엠마 체임벌린
엠마 체임벌린(Emma Chamberlain, 2001년 5월 22일 ~ )은 미국의 유튜버, 팟캐스터이다. 2018 스트리미 어워드 신인 크리에이터상을 수상했으며, 2019년 타임지 선정 '인터넷상에서 가장 영향력 있는 인물 25인' 명단에서 5위를 했다.

## 같이 보기
- 유튜버 목록